# Reduktionsanalyse
Die Reduktionsanalyse ist eine von dem  Wiener Musiktheoretiker Heinrich Schenker entwickelte Methode zur Analyse tonaler Musik. Schenkers Theorie geht von der Annahme aus, dass jeder tonale Satz auf ein Konzept von Oberstimme und Grundton-Stimme analytisch zu reduzieren ist (sogenannter Ursatz).

## Ursatz und Urlinie

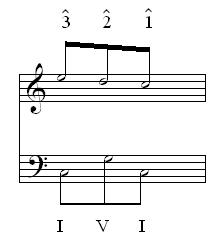
Terzzug als Urlinie

Der Ursatz stellt nach Schenker die einfachste tonale Gestalt dar, die bereits nur mit Stufen der Obertonreihe gebildet werden kann. In Tonsätzen tritt dieser Ursatz als ein tragender Gerüstsatz häufig in Erscheinung (ebenso in der Dur-Tonart wie in der Moll-Tonart). Die Oberstimme exponiert eine fallende Linie von der Dreiklang-Terz in den Grundton, während die Bass-Stimme entsprechende Grundton-Stufen aussetzt. Die fallende Linie in ihrer diatonischen Grundform nennt Schenker „Urlinie“. Ursatz und Urlinie sind nicht identisch.

## Vordergrund, Mittelgrund
Je nach Stufe der Reduktion nennt Schenker seine Stimmführungstafeln Vorder- oder Mittelgrund. Im Vordergrund sind kleinste Zählzeit-Ebenen der Urlinie relevant, im Mittelgrund größere (sogenannte Innenzüge).

## Visualisierung
Die strukturellen Töne schreibt Schenker als halbe Notenköpfe aber mit Balken, um deren Wichtigkeit zu betonen. Nebennoten erhalten Achtelfähnchen, Innenzüge werden ebenfalls verbalkt. Die Wichtigkeit der Töne stellt Schenker auf verschiedene Arten dar, z. B. durch das Weglassen des Halses, variierende Hals-Längen, Größe des Notenkopfes oder anderes.

## Reduktion und Hierarchie
Die Reduktionsanalyse ist auf jede Art tonaler Musik anwendbar, denn Schenkers Hierarchie-Begriff bezieht sich auf die Relativität harmonischer Tonsysteme. Einen Ton oder Akkord, der sich einem anderen unterordnet, entfernt man in der Reduktionsanalyse, so dass letztlich nur die formbildende Struktur übrig bleibt. Ziel der Reduktionsanalyse ist die Darstellung des Zusammenwirkens von Vordergrund und Hintergrund.